# André Vergauwen
André Vergauwen (Sint-Gillis-Waas, Oost-Vlaanderen, 23 juli 1930 - Tongeren, 26 mei 2021) is een Belgisch componist, muziekpedagoog, dirigent en klarinettist.

## Levensloop
Vergauwen kreeg zijn eerste klarinetlessen in de Muziekvereniging Sint-Gillis-Waas en volgde spoedig een opleiding aan de Muziekacademie in Sint-Niklaas, Oost-Vlaanderen, waar hij het einddiploma en de Regeringsmedaille voor klarinet behaalde. Hierna trok hij naar het Koninklijk Vlaams Conservatorium te Antwerpen. Hij behaalde het "Hoger Diploma" voor klarinet, een 1e prijs en de Tweejaarlijkse prijs voor harmonieleer. Tijdens zijn studie als klarinettist was hij werkzaam bij de Muziekkapel van de 1ste Belgische Brigade te Gummersbach, Duitsland, en van 1953 tot 1958 bij de Muziekkapel van de 12e Brigade te Aarlen. Gedurende deze laatste periode studeerde hij "praktische harmonie" aan het conservatorium te Luxemburg en contrapunt bij Albert Delvaux.
In 1958 slaagde hij als onderkapelmeester en werd hij in deze functie benoemd bij de Muziekkapel van de 1ste divisie. In 1965 werd hij dan kapelmeester bij de Muziekkapel van de Belgische Landmacht te Luik. Hierna werd hij achtereenvolgens kapelmeester van de Muziekkapel van het 1e Korps te Keulen, Duitsland, (in 1973) en kapelmeester van de Muziekkapel van de Belgische Luchtmacht te Brussel (1973-1981).
In de amateurmuziekwereld was hij actief als dirigent in Alt-Hoeselt, Rijkhoven en vooral in Zussen-Riemst, bij de Koninklijke Harmonie "Vreugd en Deugd", Zussen (1965-1992). Met dit orkest behaalde hij verscheidene titels in binnen- en buitenland.
In 1973 werd Vergauwen aangesteld tot directeur van de Rijksmuziekacademie van de Voerstreek.
Als componist schreef hij onder impuls van Guy Duijck steeds meer werken voor harmonieorkesten en solo instrumenten. Op latere leeftijd liet hij zich in zijn werken beïnvloeden door toondichters als Olivier Messiaen, Dmitri Sjostakovitsj, Paul Hindemith, Aaron Copland en Benjamin Britten.

## Composities

### Werken voor harmonie-, fanfareorkest en brassband
- 1970 One Day Last Summer, ouverture
- 1970 1. suite
- 1977 Mars van de hoofdgriffiers (ook: Mars van de Gerechtsgriffiers)
- 1983 Bagatelle
- 1986 Rapsodische ouverture "den uil die op den pereboom zat", voor harmonie- of fanfareorkest
- 1992 Garda Suite
- 1998 Fanfare for Brass and Bells - (Fanfare voor kopers en klokken)
- A Right Start
- Drie miniaturen
- Eine kleine Rhapsodie
- Okay boys !
- Ouverture voor een mei-feest
- Pastorale Suite
  1. Pavane
  2. Alla Inglesa
  3. Pastoral Interludium
  4. Volksdans
- Thalia ouverture

### Kamermuziek
- 1984 Badinage, voor fluit (of: hobo, of altsaxofoon, of klarinet of sopraansaxofoon) en piano
- 1984 Adagio, voor fluit of hobo, klarinet en piano
- Andante, Recitativo e Tarantella, voor klarinet en piano
- Ballade, voor hoorn en piano
- Dancing Saxophone, voor altsaxofoon en piano
- Graffiti, voor tenorsaxofoon en piano
- Pour La Petit Sara, voor altsaxofoon en piano
- Voorspel en dans, voor klarinet en piano
- pantomime, voor fagot en piano